# 何鈞傑
何 鈞傑（ホー・カンキ、Ho Kwan-kit、1997年4月20日 - ）は、香港の卓球選手。

## 経歴
香港代表として、2016年リオデジャネイロオリンピックと2020年東京オリンピックの男子団体に出場した。

## 主な戦績
2016年
- ITTFワールドツアー・チャイナオープン U21男子シングルス 優勝
- ITTFワールドツアー・カタールオープン U21男子シングルス 優勝

2017年
- ITTFワールドツアーグランドファイナル 男子ダブルス 準優勝（黄鎮廷ペア）
- 第23回アジア卓球選手権 男子ダブルス 3位（黄鎮廷ペア）

2018年
- ITTFワールドツアーグランドファイナル 男子ダブルス 準優勝（黄鎮廷ペア）

2019年
- ITTFワールドツアー・カタールオープン 男子ダブルス 優勝（黄鎮廷ペア）

2021年
- 第25回アジア卓球選手権 混合ダブルス 3位（李皓晴ペア）